# (13212) Jayleno
(13212) Jayleno est un astéroïde de la ceinture principale.

## Description
(13212) Jayleno est un astéroïde de la ceinture principale. Il fut découvert le 3 mai 1997 à La Silla par Eric Walter Elst. Il présente une orbite caractérisée par un demi-grand axe de 2,47 UA, une excentricité de 0,16 et une inclinaison de 3,3° par rapport à l'écliptique.

## Compléments